# Lioptilodes alolepidodactylus
Lioptilodes alolepidodactylus là một loài bướm đêm thuộc chi Lioptilodes, có ở Argentina và Chile. Loài bướm này bay từ tháng 10 đến tháng 12, và có sải cánh khoảng23-25 milimét.